# ホイッスル・ダウン・ザ・ウィンド
『ホイッスル・ダウン・ザ・ウィンド』 (Whistle Down the Wind) は、1996年のアメリカ合衆国のミュージカル作品。作曲はアンドリュー・ロイド・ウェッバー、脚本はロイド・ウェッバーとパトリック・ノップ、作詞ジム・スタインマン。1959年に発表されたメアリー・ヘイリー・ベルの小説、およびこれを基に1961年に製作された映画『汚れなき瞳』を題材としている。
1996年にワシントンD.C.のナショナル・シアターでプレビュー公演が行われ、1998年にはコンセプト・アルバムが発売された。同年にウェスト・エンド公演も行われ、数回にわたりリバイバル上演がなされている。
日本では、2020年に三浦春馬・生田絵梨花主演で日生劇場を皮切りに全国でのツアー公演が計画されていたが、新型コロナウイルス感染拡大の影響を受け、地方公演は中止、日生劇場での本公演もわずか10公演のみで閉幕した。

## 歴史

### 米国プレビュー公演
プレビュー公演はアメリカの首都ワシントンD.C.のナショナル・シアターで、1996年12月12日より行われた。しかし、劇評はそのほとんどがネガティブな反応で、翌年に計画されていたブロードウェイ公演が急遽中止になるほどであった。
『ワシントン・ポスト』紙では、「実に退屈である。スタインマンとウェバーの異なるスタイルが互いに高め合うことを期待していたが、実際は互いを打ち消し合うだけとなった。ハロルド・プリンスはその高い演出力で、原作の質を保持しようとしていた。装置デザインのアンドリュー・ジャックネスも驚くべきステージングを生み出している。」と酷評されている。

### ウェスト・エンド公演
ウェスト・エンド公演は1998年に開幕し、1,044回の公演を重ね、2001年に閉幕した。また、この公演のCDも発売されている。

### その他のプロダクション
日本では、劇団四季の浅利慶太が総合演出を務めた1998年長野オリンピック開会式で、楽曲の1部をメドレーにした「明日こそ、子供たちが…When Children Rule the World」が森山良子と子供たちにより披露された。
正式な全幕日本初演は、2020年3月に白井晃演出、小林香訳詞により、『ホイッスル・ダウン・ザ・ウィンド 〜汚れなき瞳〜』のタイトルで、男（ザ・マン）に三浦春馬、スワローに生田絵梨花を配役した公演。日生劇場公演および富山、福岡、愛知、大阪での公演が計画されていたが、新型コロナウイルス感染拡大を受け、日生劇場公演は10公演のみ行われ、地方公演は中止となった。また、同年7月に急逝した三浦春馬にとっては最後の舞台出演となった。

## メインキャスト
|                | ウェスト・エンド公演 | ウェスト・エンド公演 | 日本初演   | 日本初演   |
| 男（ザ・マン） | Marcus Lovett        | Marcus Lovett        | 三浦春馬   | 三浦春馬   |
| スワロー       | Lottie Mayor         | Lottie Mayor         | 生田絵梨花 | 生田絵梨花 |
| エイモス       | Dean Collinson       | Dean Collinson       | 平間壮一   | 東啓介     |
| キャンディ     | Veronica Hart        | Veronica Hart        | 鈴木瑛美子 | MARIA-E    |
| ブーン         | James Graeme         | James Graeme         | 福井晶一   | 福井晶一   |
| ブラット       | Danielle Calvert     | Ashley Andrews       | 高原碧那   | 谷岡杏春   |
| プアベイビー   | Ricki Cuttell        | Dean Clish           | 井伊巧     | 岡本拓真   |